# Raoul Godfroid
Pour les articles homonymes, voir Godfroid.
Raoul Godfroid, né le 1er septembre 1896 à Mons et mort en 1977 à Mons est un sculpteur, architecte, faïencier, céramiste et médailleur belge. Il a été professeur et directeur de l’Académie royale des Beaux-Arts de Mons.

## Biographie
Raoul Jules Adolphe Godfroid, né le 1er septembre 1896 à Mons, est le fils de François Godfroid, typographe, et d'Octavie Tyrant.
Il étudie à l’École normale de Mons, avant de suivre les cours de l’Académie des Beaux-Arts de sa ville natale. Paul Dubois et Léon Gobert guident ses premiers pas de 1917 à 1920. Il se rend ensuite à Paris à l’Académie du Louvre, puis à l’Académie de la Grande Chaumière. Là, il rencontre le sculpteur Antoine Bourdelle qui l'engage dans son atelier.

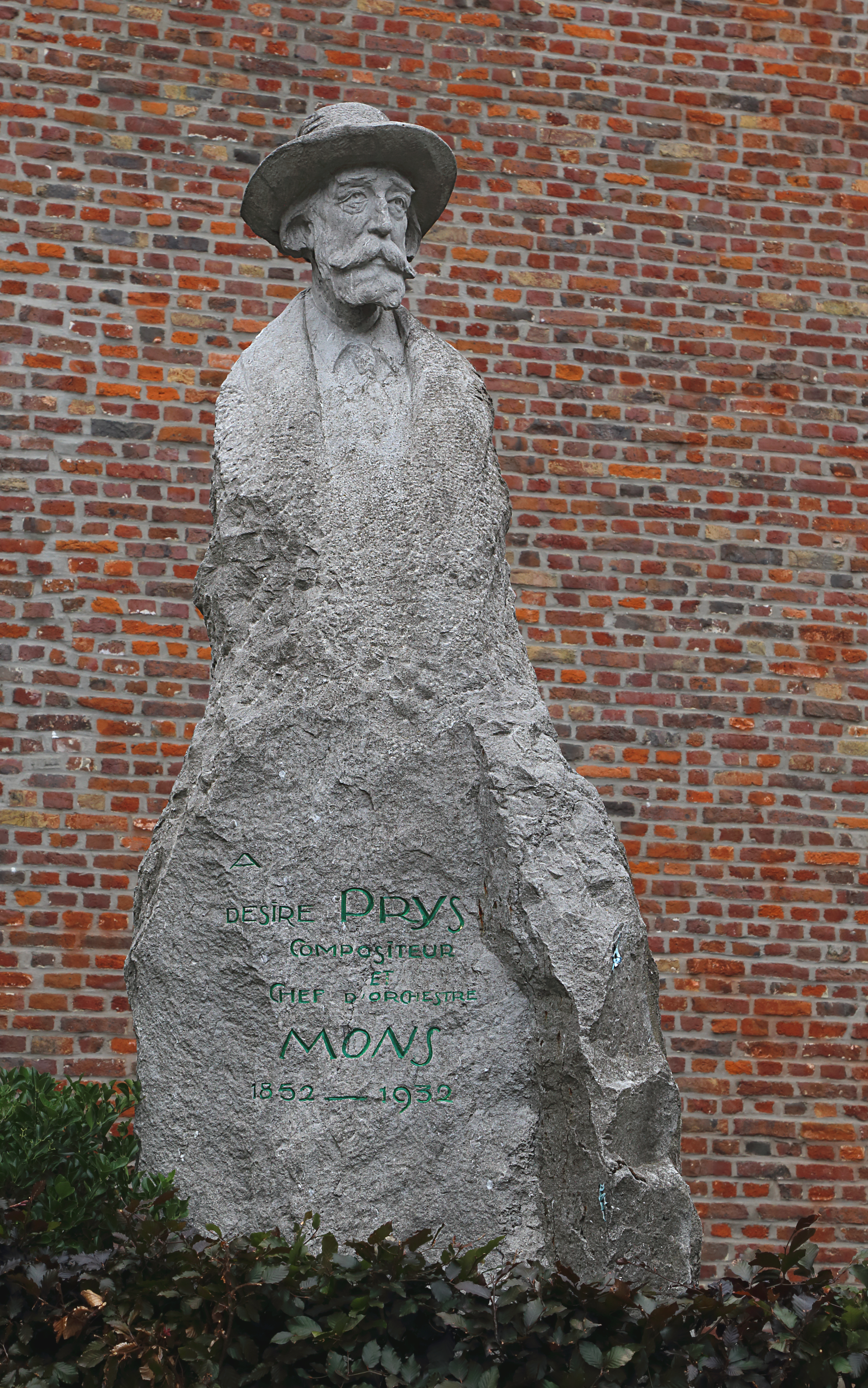
Monument Désiré Prys.

À son retour à Mons en 1922, il est instituteur et professeur dans différents établissements d’enseignement moyen puis est nommé professeur à l’Académie des Beaux-Arts de Mons en 1933. Il en devient directeur de 1951 à 1961. Il dirige également l’École supérieure d’Architecture et l’Institut d’Urbanisme de la ville de Mons,. 

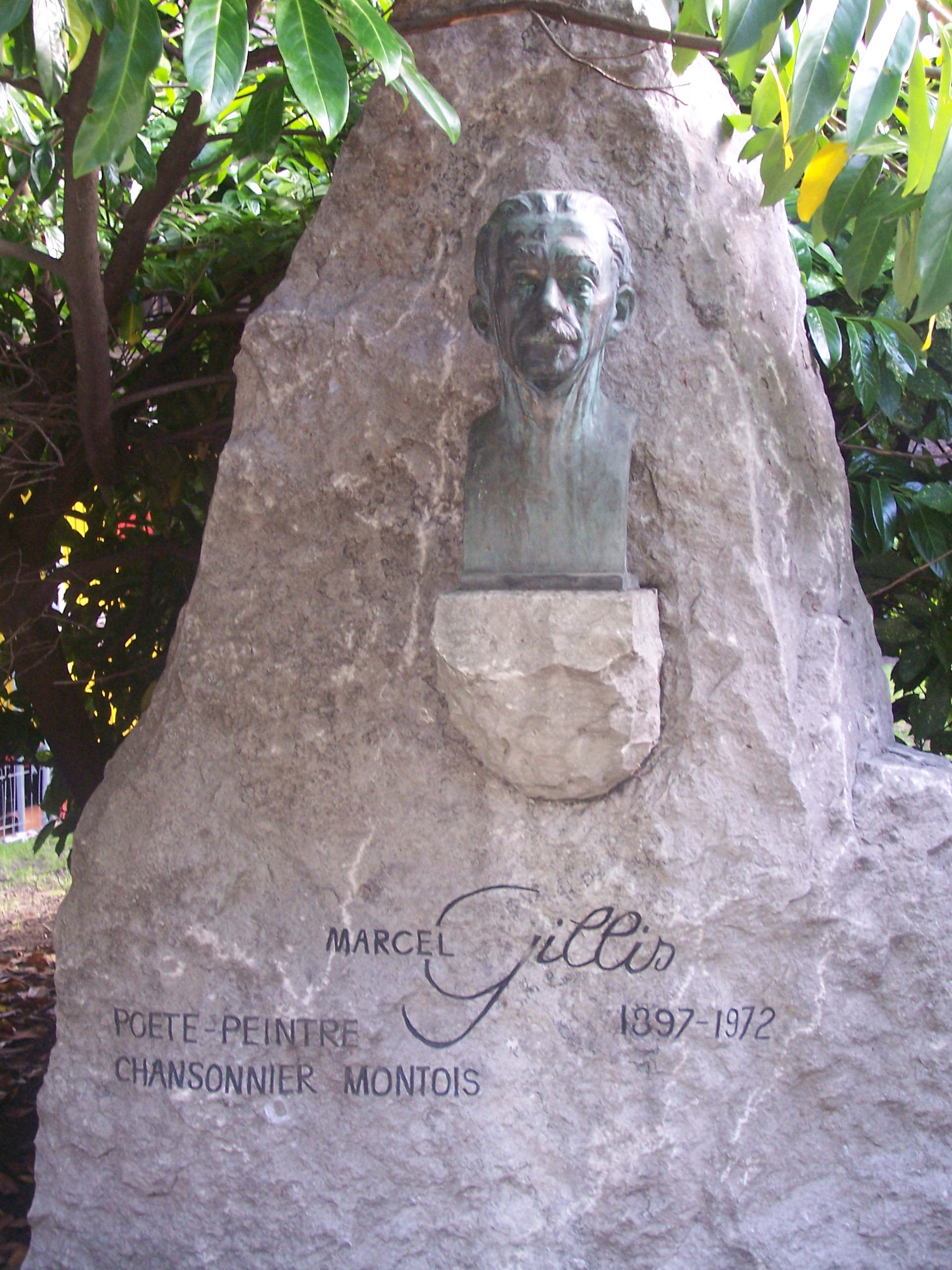
Monument Marcel Gillis à Mons.

En tant qu'artiste, il sculpte en taille directe. Ses œuvres sont présentes dans l'espace public à Mons, au Conservatoire de Bruxelles et à l'hôtel de ville de Charleroi. Il est également architecte, restaurateur de maisons anciennes, céramiste, faïencier et médailleur. En tant qu'architecte, il conçoit les plans de plusieurs habitations modernistes à Mons. 
Il est l'un des animateurs de la vie artistique montoise. En 1943, il est le fondateur de la « Maîtrise de Nimy », mouvement artistique novateur regroupant de jeunes artistes en vue d'élever les céramiques de Nimy au niveau de l’Art. Il en prend la direction en consultation avec son ami Jules Moreau, directeur de la faïencerie de Nimy,. La Maîtrise de Nimy acquiert une renommée internationale avec des expositions à New York, Amsterdam, Le Caire, Milan et Lisbonne ainsi qu'avec la visite de Rainier III, prince souverain de Monaco à Mons en 1947. De même, elle obtient le premier prix de la Triennale de Milan en juillet 1948.  En 1954, il crée la Fondation Plisnier, le romancier étant un ami de longue date.
Durant la Seconde Guerre mondiale, il est actif dans la presse clandestine ainsi que dans le mouvement Wallonie libre où il défend ses convictions wallonnes.

## Œuvres
- Mémorial Désiré Prys, Mons, 1933.
- La Vérité, hôtel de ville de Charleroi, 1936.
- La Sagesse, hôtel de ville de Charleroi, 1936.
- Buste de Camille Gurickx, Mons, 1939.
- Saint Georges terrassant le dragon, 1946.
- Trois Industries de la Région, groupe en haut-relief, façade de l'ancienne gare de Mons, 1950.
- Monument à Léopold II, bronze, 1957, Mons.
- Buste de Victor Maistriau, cabinet d'apparat de l'hôtel de ville de Mons, 1962.
- Monument Marcel Gillis, bronze sur un socle en pierre calcaire, jardin du Mayeur à Mons, 1973.

## Publications
Raoul Godfroid est l’auteur d’une monographie intitulée Les origines françaises de la peinture flamande du XVe siècle.

## Hommages et distinctions
Il obtient une médaille d'or à l'exposition de Paris en 1937 pour ses céramiques.
En 1951, il se voit décerner un Premier prix spécial international de la médaille à Madrid.
La « Rue Raoul Godfroid » perpétue sa mémoire à Mons.
Il est porteur de plusieurs distinctions belges et étrangères dont :
- Officier de l'ordre de Léopold en 1957 (Belgique) ;
- Médaille de la résistance armée 1940-1945 (Belgique) ;
- Chevalier de la Légion d'honneur en 1958 (France).